# デミ・ヘイズ
デミ・ヘイズ（Demi Hayes、1998年5月25日 - ）は、オーストラリアの女子ラグビー選手。

## プロフィール
- オーストラリアグレモーガン出身[1]。
- ポジションはウィング(WTB)。
- 身長 172cm、体重 65kg
- 愛称はDem[2]。

## 略歴
2021年、東京五輪の7人制女子オーストラリア代表に選ばれた。